# Delias akrikensis
Delias akrikensis is een vlindersoort uit de familie van de Pieridae (witjes), onderfamilie Pierinae.
Delias akrikensis werd in 1999 beschreven door Lachlan.